# Sopp
SOPP （Symphony of Peace Prayers、世界平和交響曲）は、五井昌久が創設した宗教法人白光真宏会による、世界平和を実現するための平和運動。
2005年より現会長西園寺昌美のもと、宗教・宗派を超えて、共に世界の平和を祈ることを目的に、毎年5月静岡県富士宮市の富士聖地で始まったセレモニーである。
仏教、神道、キリスト教、イスラム教、ヒンドゥー教、ジャイナ教等の様々な宗派から、宗教者を招待し、各宗教による祈りにて世界平和の祈りがあげられている。
現在は世界各地で同様の祈りがあげられている。
2013年2月14日の国連行事、「United for a Culture of Peace Through Interfaith Harmony」の中で、soppによる世界平和の祈りが、取り入れられた。